# ФК Спартак (Налчик)
„Спартак“ е руски футболен отбор от Налчик - столицата на Кабардино-Балкария.
Бюджет 13 000 000 ам. долара.

## Предишни имена
- „Спартак“ (1959—1968)
- „Автомобилист“ (1969—1972)
- „Елбрус“ (1976)
- „Спартак“ (1977—2007)
- „Спартак-Налчик“ (от 7 април 2007)